# Rundführung

Die Anrampungen einer Drehbrücke besitzen jeweils an ihren Enden eine „Rundführung“, deren Konturen kleine Bogenstücke eines Kreisumfangs darstellen.

Eine Rundführung ist ein System, mittels dessen zwei Körper eine Einschränkung ihrer Bewegungsfreiheiten erhalten:
Im Prinzip können sich Körper relativ zueinander in sechs Freiheitsgraden bewegen: sie können entlang dreier orthogonal zueinander stehender Achsen (siehe „Kartesisches Koordinatensystem“) verschoben werden, und sie können um drei Achsen gedreht werden.
Eine Rundführung schränkt nun die freie Beweglichkeit auf eine einzige Achse ein: eine Drehbewegung des einen Körpers relativ zu einem anderen. (Von „einem“ Körper relativ zu „einem“ anderen kann man jedoch nur sprechen, wenn auf dem Kreisumfang an der Außenseite nur ein einziger Körper liegt, der eine Funktion des Führens entlang der Rundführung übernimmt.)
Ein Kugellager ist die bekannteste Verkörperung einer Rundführung: ein Rad, z. B. ein Skater-Rad oder das Vorderrad eines Fahrrades, kann sich gegenüber seiner Halterung nur bewegen, indem es die eine „freigegebene“ Achse nutzt zur Rotation.
Eine andere Anwendung der Rundführung lässt sich z. B. an den Anrampungen von Drehbrücken antreffen; die jeweilige Kontur von deren Enden beinhaltet dann jeweils nur ein Bogenstück eines Kreisumfangs und nicht einen kompletten Umfang. Die Enden der Anrampungen bilden jedoch nicht die einzigen Elemente mit Rundführungsfunktion; deren Rundführungsfunktion besitzt eher unterstützenden Charakter. Die Haupt-Rundführungsfunktion übernimmt vielmehr das Lager am oberen Ende des alleinigen und mittensymmetrischen Pfeilers des Drehteils der Drehbrücke.
Das Pendant zu einer Rundführung ist die Linearführung.
Der gemeinsame Oberbegriff für Rund- und Linearführungen ist Führung (im maschinenbaulichen oder technischen Sinne: Beschränkung der Bewegungsfreiheit). Auch dieser Begriff hat ein Pendant: Die Fuge ist eine Trennstelle ohne eine beabsichtigte Bewegung der Teile zueinander.